# 카라펠레칼비시오
카라펠레칼비시오(이탈리아어: Carapelle Calvisio)는 이탈리아 아브루초주 라퀼라도에 있는 코무네이다. 그란 사소 에 몬티 델라 국립공원에 위치해있다. 이탈리아엣 비알프스 지역에서 가장 적은 코무네 중 하나로 알려져 있다.
카라펠레칼비시오는 2009년 라퀼라 지진의 피해를 입지 않은 지역이다.